# Anemia rigida
Anemia rigida är en ormbunkeart som beskrevs av Sehnem. Anemia rigida ingår i släktet Anemia och familjen Anemiaceae. Inga underarter finns listade.